# Гудурдаг (перевал)
Гудурдаг (уст. Гудурский перевал; азерб. Qudurdağ aşırımı) — перевал на Главном Кавказском хребте, ведёт из города Загаталы в Азербайджане на верховья реки Самур в Дагестане. Высота перевала — 3259 м.

## История
В 1853 году в ходе Кавказской войны генерал-адъютант князь Моисей Аргутинский-Долгорукий, получив в Кази-Кумухе известие о вторжении Шамиля в пределы Лезгинской кордонной линии в Закатальский округ, перешёл 3 сентября через Гудурский перевал с отрядом пехоты, кавалерии и горной артиллерии и заставил горцев снять осаду укрепления Месельдигер около Закаталы. В приказе по войскам отдельного кавказского корпуса переход этот был назван «историческим и беспримерным».